# سام أكوا
سام أكوا (بالإنجليزية: Sam Acquah)‏ هو لاعب كرة قدم غاني في مركز الدفاع، ولد في 10 يوليو 1943 في أكرا في غانا. شارك مع منتخب غانا لكرة القدم. أما مع النوادي، فقد لعب مع ديترويت كوجرز.

## وصلات خارجية
- سام أكوا على موقع الاتحاد الدولي (مؤرشف)  (الإنجليزية)
- سام أكوا على موقع قاعدة بيانات كرة القدم.إي يو (الإنجليزية)
- سام أكوا على موقع اللجنة الأولمبية الدولية (الإنجليزية)
- سام أكوا على موقع أوليمبيديا (الإنجليزية)